# 주지훈
주지훈(본명: 주영훈, 1982년 5월 16일 ~ )은 대한민국의 배우이다.

## 학력
- 서울신암국민학교 (졸업)
- 신암중학교 (졸업)
- 잠실고등학교 (졸업)
- 경기대학교 연기학 (학사)

## 생애
모델로 데뷔함과 더불어 활동을 시작했고, 2004년 시트콤 《압구정 종갓집》을 통해 연기 활동을 시작했다. 2006년 드라마 《궁》에 주연으로 출연해 크게 주목을 받았고, MBC 연기대상 신인상도 받았다. 이후 드라마 《마왕》(2006년), 영화 《서양 골동 양과자점 앤티크》(2008년), 《키친》(2009년)에 출연했다.
2011년 11월 21일에 제대했다. 2011년 1월 군 복무를 하고 있을 당시, 키이스트와 전속 계약을 하였다.
2012년 8월에 개봉된 영화 《나는 왕이로소이다》에 이어 드라마 《다섯 손가락》을 통해 배우로서 활동을 복귀하였다.
이후 2016년 영화 《아수라》를 통해 주지훈의 배우 인생은 새로운 분기점을 맞이하게 된다. 순박한 풋내기 형사와 비리시장의 충견을 오가는 주지훈의 입체적인 연기가 빛났던 작품이다.
2017년 영화 《신과함께: 죄와 벌》에서 해원맥 역을 맡아 천만 배우가 되었다.
2018년 영화 《신과함께: 인과 연》, 《공작》, 《암수살인》이 3연속 흥행에 성공하였다. 특히 영화 《신과함께: 죄와 벌》, 《신과함께: 인과 연》가 한국 영화 최초로 쌍천만을 달성하는 신기록을 세웠다.
2019년 넷플릭스 오리지널 드라마 《킹덤》에서 세자 이창 역을 맡아 전 세계 190개국에 동시 공개되었다. 조선 시대 배경의 좀비 미스터리 스릴러라는 신선한 소재로 전세계 시청자들을 사로잡았다.
이후 드라마 《지리산》(2021년), 《지배종》(2024년), 《사랑은 외나무다리에서》(2024년), 영화 《젠틀맨》(2022년),  《비공식작전》(2023년), 《탈출: 프로젝트 사일런스》(2024년) 등에 출연하였다.
2025년 넷플릭스 오리지널 드라마 《중증외상센터》에 백강혁 역으로 출연하였다. 넷플릭스 오리지널에서 선보이는 대한민국의 첫 의학 드라마로, 속도감 있는 전개와 시원한 스토리로 한국을 비롯해 세계적으로 큰 호흥을 이끌어냈다. 해당 작품으로 백상예술대상 방송부문 남자 최우수연기상을 받았다.

## 출연 작품

### 드라마
- 2004년 SBS 저녁 일일시트콤 《압구정 종갓집》 ... 유치원 선생님 역
- 2005년 MBC 단막극 《한뼘드라마 - 옛사랑》 ... 남자 2 역
- 2006년 MBC 수목드라마 《궁》 ... 이신 역(데뷔작)
- 2007년 KBS2 수목드라마 《마왕》 ... 오승하 / 정태성 역
- 2012년 SBS 주말 특별기획 드라마 《다섯 손가락》 ... 유지호 역
- 2013년 MBC 수목드라마 《메디컬 탑팀》 ... 한승재 역
- 2015년 SBS 드라마 스페셜 《가면》 ... 최민우 역
- 2019년 Netflix 오리지널 드라마 《킹덤》 ... 이창 역
- 2019년 MBC 월화드라마 《아이템》 ... 강곤 / 김선규 역
- 2020년 SBS 금토드라마 《하이에나》 ... 윤희재 역
- 2021년 tvN 토일드라마 《지리산》 ... 강현조 역
- 2024년 Disney+ 오리지널 드라마 《지배종》 ... 우채운 역
- 2024년 tvN 토일드라마 《사랑은 외나무다리에서》 … 석지원 역
- 2024년 Disney+ 오리지널 드라마 《조명가게》 … 정원영 역
- 2025년 Netflix 오리지널 드라마 《중증외상센터》 ... 백강혁 역
- 2025년 채널A 토일드라마 《마녀》 … 추리닝 남 역 (특별출연)
- 2026년 《클라이맥스》 … 방태섭 역
- 2026년 Disney+ 오리지널 드라마 《재혼 황후》 ... 소비에슈 역

### 영화
- 2008년 영화 《서양 골동 양과자점 앤티크》 ... 김진혁 역
- 2009년 영화 《키친》 ... 박두레 역
- 2012년 영화 《나는 왕이로소이다》 ... 충녕대군(이도)/덕칠 역
- 2013년 영화 《결혼전야》 ,,, 한경수 역
- 2014년 영화 《애정용의자》 ... 飾演 江翰(Jiang Han) 역
- 2014년 영화 《좋은 친구들》 ... 정인철 역
- 2015년 영화 《간신》 ... 임숭재 역
- 2016년 영화 《아수라》 ... 문선모 역
- 2017년 영화 《신과함께: 죄와 벌》 ... 해원맥 역 (천만영화)
- 2018년 영화 《신과함께: 인과 연》 ... 해원맥 역 (천만영화)
- 2018년 영화 《공작》 ... 정무택 역
- 2018년 영화 《암수살인》 ... 강태오 역
- 2022년 영화 《헌트》 ... 정현수 역 (우정출연)
- 2022년 영화 《젠틀맨》 ... 지현수 역
- 2023년 영화 《비공식작전》 ... 김판수 역
- 2024년 영화 《탈출: 프로젝트 사일런스》 ... 조박 역
- 미정 영화 《신과함께 3》 ... 해원맥 역 (천만영화)

### 뮤지컬
| 연도 | 제목        | 역할    | 비고 |
| ---- | ----------- | ------- | ---- |
| 2009 | 돈 주앙     | 돈 주앙 |      |
| 2010 | 생명의 항해 | 정민    |      |

### 뮤직 비디오
| 연도 | 가수      | 제목   | 비고 |
| ---- | --------- | ------ | ---- |
| 2012 | 로다운 30 | 처연   |      |
| 2014 | 가인      | FxxK U |      |

## 방송 활동

### 텔레비전 프로그램
| 연도 | 방송사 | 제목               | 역할     | 날짜       | 비고                                        |
| ---- | ------ | ------------------ | -------- | ---------- | ------------------------------------------- |
| 2005 | NHK    | 화제의 매력남      |          | 80회       |                                             |
| 2008 | MBC    | 공감토크쇼 놀러와  |          | 219회      | with 김재욱, 유아인, 최지호                 |
| 2014 | SBS    | 런닝맨             |          | 202회      | with 지성                                   |
| 2014 | SBS    | 매직아이           |          | 1화        | with 광수                                   |
| 2016 | MBC    | 무한도전           |          | 499, 500회 | with 정우성, 황정민, 곽도원, 정만식, 김원해 |
| 2020 | tvN    | 유 퀴즈 온 더 블럭 |          | 84회       |                                             |
| 2023 | tvN    | 두발로 티켓팅      | 고정출연 | 1-8화      | with 하정우, 여진구, 샤이니 민호            |
| 2023 | YTN    | YTN 더뉴스         |          |            | 초대석 인터뷰                               |
| 2024 | SBS    | 틈만나면,          |          | 14회       | with 김희원                                 |
| 2025 | tvN    | 유 퀴즈 온 더 블럭 |          | 284회      |                                             |

### 라디오 프로그램
| 연도 | 방송사     | 제목                                  | 날짜      | 비고 |
| ---- | ---------- | ------------------------------------- | --------- | ---- |
| 2013 | 국방 FM    | 김재욱의 주고싶은 마음 듣고 싶은 얘기 | 1월 11일  |      |
| 2018 | SBS 러브FM | 송은이, 김숙의 언니네 라디오          | 8월 13일  |      |
| 2019 | MBC FM4U   | 정오의 희망곡                         | 2월 11일  |      |
| 2022 | SBS 파워FM | 두시탈출 컬투쇼                       | 12월 19일 |      |
| 2023 | SBS 파워FM | 두시탈출 컬투쇼                       | 7월 27일  |      |
| 2023 | KBS 쿨FM   | 박명수의 라디오쇼                     | 8월 3일   |      |
| 2024 | SBS 파워FM | 두시탈출 컬투쇼                       | 4월 9일   |      |
| 2024 | SBS 파워FM | 박하선의 씨네타운                     | 7월 19일  |      |
| 2025 | SBS 파워FM | 두시탈출 컬투쇼                       | 1월 21일  |      |

## 진행
- 2013년 - 제9회 제천국제음악영화제 개막식 사회자
- 2021년 - KBS2 <키스 더 유니버스> 진행자

## 모델 활동
- S.F.A.A 서울컬렉션 (2002~2005)
- 정욱준 론커스텀 (2003 FW, 2004 FW, 2004 SS, 2005 FW)
- 홍승완 스위트라벤지 (2003 FW, 2003 SS, 2004 FW, 2005 FW)
- 우영미 솔리드옴므 (2003 FW, 2004 FW)
- 최범석 (2004 FW)
- 김서룡 (2003 FW)
- 한승수 soohan (2004 SS)
- BON (2005 SS)
- 제나 명품쇼, 루이비통, 구찌, 캘빈클라인 등

## 엠버서더
- 2021년 - 태그호이어 엠버서더[12]
- 2021년 - 메르세데스-AMG 엠버서더[13]
- 2022년 - 디올 한국 엠버서더[14]
- 2022년 - 발렌타인 한국 엠버서더[15]

## 광고
| 연도   | 기업명               | 브랜드명/제품명             | 분류                 |
| ------ | -------------------- | --------------------------- | -------------------- |
| 2003년 | 오비맥주             | OB 맥주                     | 주류                 |
| 2003년 | 그리곤 엔터테인먼트  | 씰온라인                    | 온라인 게임          |
| 2003년 | KTF                  | EVER                        | 휴대폰               |
| 2004년 | IBM                  | IBM                         | IT 기술              |
| 2004년 | 리복                 | 리복                        | 스포츠웨어           |
| 2004년 | SK텔레콤             | 싸이월드                    | 소셜 네트워크 서비스 |
| 2004년 | 오비맥주             | 카스 맥주                   | 주류                 |
| 2004년 | 캘빈클라인           | 캘빈클라인                  | 의류                 |
| 2004년 | 버커루               | 버커루                      | 의류                 |
| 2004년 | 연승어패럴           | 클라이드                    | 의류                 |
| 2004년 | 랄프 로렌 코퍼레이션 | POLO                        | 의류                 |
| 2004년 | 리바이스             | 리바이스                    | 의류                 |
| 2005년 | SK텔레콤             | SKT DMB 폰                  | 휴대폰               |
| 2005년 | 동아오츠카           | 그린타임 녹차               | 음료                 |
| 2006년 | 크라운제과           | 버터와플                    | 스낵                 |
| 2006년 | 동아오츠카           | 그린타임 건미차             | 음료                 |
| 2006년 | 우성I&C              | BON                         | 의류                 |
| 2006년 | 나크나인             | 나크나인                    | 의류                 |
| 2006년 | 하이해리엇           | 하이해리엇                  | 쇼핑 플랫폼          |
| 2018년 | G-Ⅲ Apparel          | DKNY MEN                    | 의류                 |
| 2018년 | Trigirls Studio      | 신명                        | 모바일 게임          |
| 2018년 | 영화진흥위원회       | 무비히어로                  | 캠페인               |
| 2019년 | 비앤에이치코스메틱   | 지베르니                    | 화장품               |
| 2019년 | 쉐보레               | 말리부                      | 자동차               |
| 2019년 | National Geographic  | National Geographic Apparel | 아웃도어             |
| 2019년 | SG세계물산           | Basso Homme                 | 의류                 |
| 2020년 | 버거킹               | 버거킹                      | 햄버거               |
| 2020년 | 네이버               | 네이버 시리즈               | 웹소설 플랫폼        |
| 2020년 | 뉴발란스             | 뉴발란스                    | 스포츠웨어 브랜드    |
| 2021년 | 바른치킨             | 바른치킨                    | 치킨                 |
| 2021년 | 빙그레               | 바나나맛 우유               | 유제품/음료          |
| 2021년 | 헬스앤뷰티           | 헬스앤뷰티                  | 건강보조식품         |
| 2021년 | 머스트잇             | 머스트잇                    | 쇼핑 플랫폼          |
| 2021년 | 태그호이어           | 태그호이어                  | 시계                 |
| 2021년 | 메르세데스-벤츠      | 메르세데스-AMG              | 자동차               |
| 2022년 | LVMH                 | DIOR                        | 브랜드               |
| 2022년 | 페르노리카           | 발렌타인                    | 위스키               |
| 2025년 | 원흥마케팅 주식회사  | 매일 아침 EX 블랙커피       | 커피음료(대만)       |

## 수상 및 후보
| 연도 | 시상식                                 | 부문                                       | 작품                      | 결과 |
| ---- | -------------------------------------- | ------------------------------------------ | ------------------------- | ---- |
| 2004 | 제21회 코리아베스트드레서 백조상       | 남자모델부문                               | 빈칸                      | 수상 |
| 2005 | 2005 패션인의 밤                       | 패션비주얼모델상                           | 빈칸                      | 수상 |
| 2005 | 제22회 코리아베스트드레서 백조상       | 남자모델부문                               | 빈칸                      | 수상 |
| 2005 | 스타일 매거진                          | 가장 멋진 남성모델상                       | 빈칸                      | 수상 |
| 2006 | 제42회 백상예술대상                    | TV부문 남자 신인연기상                     | 궁                        | 후보 |
| 2006 | MBC 연기대상                           | 남자 신인연기상                            | 궁                        | 수상 |
| 2006 | MBC 연기대상                           | 남자 인기상                                | 궁                        | 후보 |
| 2006 | MBC 연기대상                           | 베스트 커플상 (with 윤은혜)                | 궁                        | 후보 |
| 2007 | 제1회 아스타 TV드라마어워드            | 뉴아시아스타상                             | 궁                        | 수상 |
| 2007 | KBS 연기대상                           | 미니시리즈부문 남자 우수연기상             | 마왕                      | 후보 |
| 2008 | 제3회 아시아모델상시상식               | 모델스타상                                 | 빈칸                      | 수상 |
| 2009 | 제45회 백상예술대상                    | 영화부문 남자 신인연기상                   | 서양 골동 양과자점 앤티크 | 후보 |
| 2009 | 제45회 백상예술대상                    | 영화부문 남자 인기상                       | 서양 골동 양과자점 앤티크 | 수상 |
| 2010 | 육군참모총장                           | 표창장                                     | 생명의 항해               | 수상 |
| 2011 | 제5회 대구뮤지컬어워즈                 | 올해의 스타상                              | 생명의 항해               | 수상 |
| 2012 | SBS 연기대상                           | 주말·연속극부문 남자 우수연기상            | 다섯 손가락               | 후보 |
| 2013 | 제2회 에이판 스타 어워즈               | 남자 인기스타상                            | 다섯 손가락               | 수상 |
| 2013 | MBC 연기대상                           | 미니시리즈부문 남자 우수연기상             | 메디컬 탑팀               | 후보 |
| 2015 | SBS 연기대상                           | 중편드라마부문 남자 우수연기상             | 가면                      | 수상 |
| 2015 | SBS 연기대상                           | 10대 스타상                                | 가면                      | 수상 |
| 2015 | SBS 연기대상                           | 베스트 커플상 (with 수애)                  | 가면                      | 후보 |
| 2016 | 제5회 스타의밤 대한민국톱스타상        | 인기스타상                                 | 아수라                    | 수상 |
| 2017 | 제22회 춘사영화상                      | 남우조연상                                 | 아수라                    | 후보 |
| 2017 | 제26회 부일영화상                      | 남우조연상                                 | 아수라                    | 후보 |
| 2018 | 제27회 부일영화상                      | 남우조연상                                 | 공작                      | 수상 |
| 2018 | 제27회 부일영화상                      | 남자 인기스타상                            | 공작                      | 후보 |
| 2018 | 제6회 BIFF 마리끌레르 아시아스타어워즈 | 아시아 스타상                              | 신과 함께, 공작           | 수상 |
| 2018 | 제2회 더 서울어워즈                    | 영화부문 남우조연상                        | 신과 함께, 공작           | 수상 |
| 2018 | 제38회 한국영화평론가협회상            | 남우조연상                                 | 공작                      | 수상 |
| 2018 | 제39회 청룡영화상                      | 인기스타상                                 | 신과 함께, 공작, 암수살인 | 수상 |
| 2018 | 제39회 청룡영화상                      | 남우조연상                                 | 공작                      | 후보 |
| 2018 | 제39회 청룡영화상                      | 남우주연상                                 | 암수살인                  | 후보 |
| 2018 | 제3회 아시아 아티스트 어워드           | 베스트 액터상                              | 빈칸                      | 수상 |
| 2018 | 제3회 아시아 아티스트 어워드           | 올해의 아티스트상                          | 빈칸                      | 수상 |
| 2018 | 제5회 한국영화제작가협회상             | 남우주연상                                 | 암수살인                  | 수상 |
| 2018 | 제23회 소비자의 날 KCA 문화연예 시상식 | 2018 관객이 뽑은 올해의 배우               | 신과 함께, 암수살인       | 수상 |
| 2019 | 제10회 올해의 영화상                   | 남우조연상                                 | 공작                      | 수상 |
| 2019 | 제55회 백상예술대상                    | 영화부문 남자 최우수연기상                 | 암수살인                  | 후보 |
| 2019 | 제24회 춘사영화제                      | 남우조연상                                 | 공작                      | 후보 |
| 2019 | 제24회 춘사영화제                      | 남우주연상                                 | 암수살인                  | 수상 |
| 2019 | 제39회 황금촬영상                      | 최우수 남우주연상                          | 암수살인                  | 수상 |
| 2019 | 제28회 부일영화상                      | 남우주연상                                 | 암수살인                  | 후보 |
| 2019 | 제28회 부일영화상                      | 남자 인기스타상                            | 암수살인                  | 후보 |
| 2019 | MBC 연기대상                           | 월화·특별기획드라마부문 남자 최우수연기상  | 아이템                    | 후보 |
| 2020 | 제56회 백상예술대상                    | TV부문 남자 최우수연기상                   | 하이에나                  | 후보 |
| 2020 | 제2회 아시아콘텐츠어워즈               | 남자 최우수연기상                          | 킹덤                      | 수상 |
| 2020 | 제15회 에이어워즈                      | 배우 부문                                  | 하이에나, 킹덤            | 수상 |
| 2020 | 제15회 아시아모델시상식                | 아시아스타상                               | 빈칸                      | 수상 |
| 2020 | SBS 연기대상                           | 대상                                       | 하이에나                  | 후보 |
| 2020 | SBS 연기대상                           | 미니시리즈 장르·액션부문 남자 최우수연기상 | 하이에나                  | 수상 |
| 2020 | SBS 연기대상                           | 베스트 커플상 (with 김혜수)                | 하이에나                  | 후보 |
| 2021 | 제7회 에이판 스타 어워즈               | 미니시리즈부문 남자 최우수연기상           | 하이에나                  | 후보 |
| 2023 | 제28회 소비자의 날 KCA 문화연예 시상식 | 2023 관객이 뽑은 올해의 배우               | 비공식작전                | 수상 |
| 2025 | 제61회 백상예술대상                    | 방송부문 남자 최우수연기상                 | 중증외상센터              | 수상 |
| 2025 | 제4회 청룡 시리즈 어워즈               | 남우주연상                                 | 중증외상센터              | 수상 |

## 사생활

### 마약 투약
2009년 4월 26일 모델 예학영의 서울특별시 성동구에 위치한 아파트에서 케타민 등을 투약한 혐의로 2009년 5월 19일 불구속 기소되었다. 약물 검사에서 음성이 나왔지만 양심고백을 했다. 또한 주지훈에게 마약류를 공급하고 함께 투약한 혐의로 기소된 배우 윤설희와 모델 예학영은 각각 징역 3년과 징역 2년 6개월과 집행유예 4년, 보호관찰 2년, 사회봉사 200시간을 선고받았다. 2009년 6월 23일 엑스터시와 케타민 등 향정신성 의약품을 투약한 혐의로 기소되어, 징역 6개월에 집행 유예 1년, 사회봉사 120시간, 추징금 36만원을 선고받았다. 재판부는 "대중의 주목을 받는 연예인으로 특히 청소년에게 부정적 영향을 미칠 수 있어 죄질이 가볍지 않다", "모든 사실을 자백했고 1년 2개월 전에 사용한 후 최근에는 사용하지 않은 점, 또 다른 범죄 전력이 없고 현재는 깊이 반성하고 있는 점을 유리한 정상으로 참작했다" 며 집행유예 선고 배경을 밝혔다.
한편으로는 이 사건을 둘러싸고 장자연 자살 사건과 맞물린 음모론이 돌기도 했다.피의 사실을 지나치게 일찍 공표해 중요한 용의자들이 도주할 기회를 만들어 줬다는 것.
몇년 후, 디스패치에서 연예계 음모론을 주제로 방송을 한 적이 있었는데, 출연진 중 한 명인 일요신문의 신민섭 기자는 수사 당시 상황과 뒷 이야기, 유사 사례에 대해 상세하게 설명하며, 일단 확정적인 결론은 유보하는 태도를 보였다.

### 연애
걸 그룹 브라운 아이드 걸스의 멤버 가인과 2014년 4월부터 연애를 시작하였다.
2017년 7월 7일 3년간의 연애를 끝마치고 헤어졌다.

## 참고 사항
- 마약을 투여한 혐의로 사회적 물의를 일으켜 KBS 출연금지 명단에 올라야 했다.[23] 그러다가 이후 2019년 1월 킹덤 홍보로 연예가중계에 다시 출연하면서 암묵적으로 출연정지에서는 풀리게 되었다.